# دينيس أفوث
دينيس أفوث (بالإنجليزية: Dennis Avoth)‏ مواليد 5 أكتوبر 1947 في كارديف، هو ملاكم محترف ويلزي سابق صنّف ضمن فئة الوزن الثقيل بدأ مسيرته الاحترافية سنة 1967.

## المسيرة الاحترافية
من نزالاته:
- خسر أمام بيتر بودينجتون (1970/09/08).

## إحصائيات
خاض خلال مسيرته 45 نزالا، فاز في 22 وتعادل في 3 وخسر في 20. فاز بالضربة القاضية في 4 نزالات.

## روابط خارجية
- دينيس أفوث على موقع بوكس ريك (الإنجليزية) (registration required)